# Nystads landskommun
Nystads landskommun (finska: Uudenkaupungin maalaiskunta) var en kommun i landskapet Egentliga Finland i Västra Finlands län. Kommunen omfattade de flesta öarna utanför Nystads kust samt områdena Vohdensaari och Sundholm på fastlandet. Ytan var 87,0 km² och kommunen beboddes av 831 människor med en befolkningstäthet av 10,59 km² (1968). 
Nystads landskommun är sedan den 1 januari 1969 en del av Nystads stad. Kommunens grannkommuner var Nystads stad, Gustavs, Lokalax och Pyhämaa.

## Historia
När Nystad grundades var dess skärgård fortfarande under Kalands församling. Eftersom det var besvärligt att ta sig till kyrkan långt inåt landet, beslutade Åbo biskop år 1630 att dessa områden skulle överföras till Nystads församling. Området blev en egen kommun år 1869 när Finlands lokalförvaltning separerades från kyrkan.
Till en början omfattade landskommunen områden nordväst och sydost om staden, men byarna Sundholm och Arvassalo söder om staden överfördes från Kaland till landskommunen år 1936. Invånarna i Nystad hade drivit frågan sedan 1800-talet, men överföringen genomfördes först då. Dessutom överfördes närliggande områden kring Iso-Kaskinen och Korsaari från Kaland till Nystads landskommun år 1942.
Från och med 1950-talet började lagen kräva att kommunerna skulle erbjuda allt fler grundläggande tjänster, vilket gjorde det ekonomiskt svårt för den lilla kommunen att klara sig. Nya projekt som Velhonvesi–Ruotsinvesi sötvattensbassäng blev för stora investeringar för kommunen. Landskommunen drabbades dessutom av befolkningsminskning när unga flyttade till staden. Till slut gick Nystads landskommun samman med Nystads stad i början av 1969.
Nystads landskommun hade ingen egen fastställd vapensköld och var, tillsammans med Koijärvi, den enda kommun som fortfarande saknade vapensköld på 1960-talet.

## Religion
De evangelisk-lutherska invånarna i Nystads landskommun tillhörde Nystads landsförsamling, som var kyrkobokföringsmässigt separat från stadsförsamlingen, men administrativt utgjorde de en gemensam församling.

## Geografi

### Byar
Arvassalo, Haimio, Halola, Hiu, Kittamaa, Lepäinen, Lyökki, Oksalanpää, Perkko, Saarnisto, Salmi, Sundholm, Vaakua, Vohdensaari